# 皮赫泰

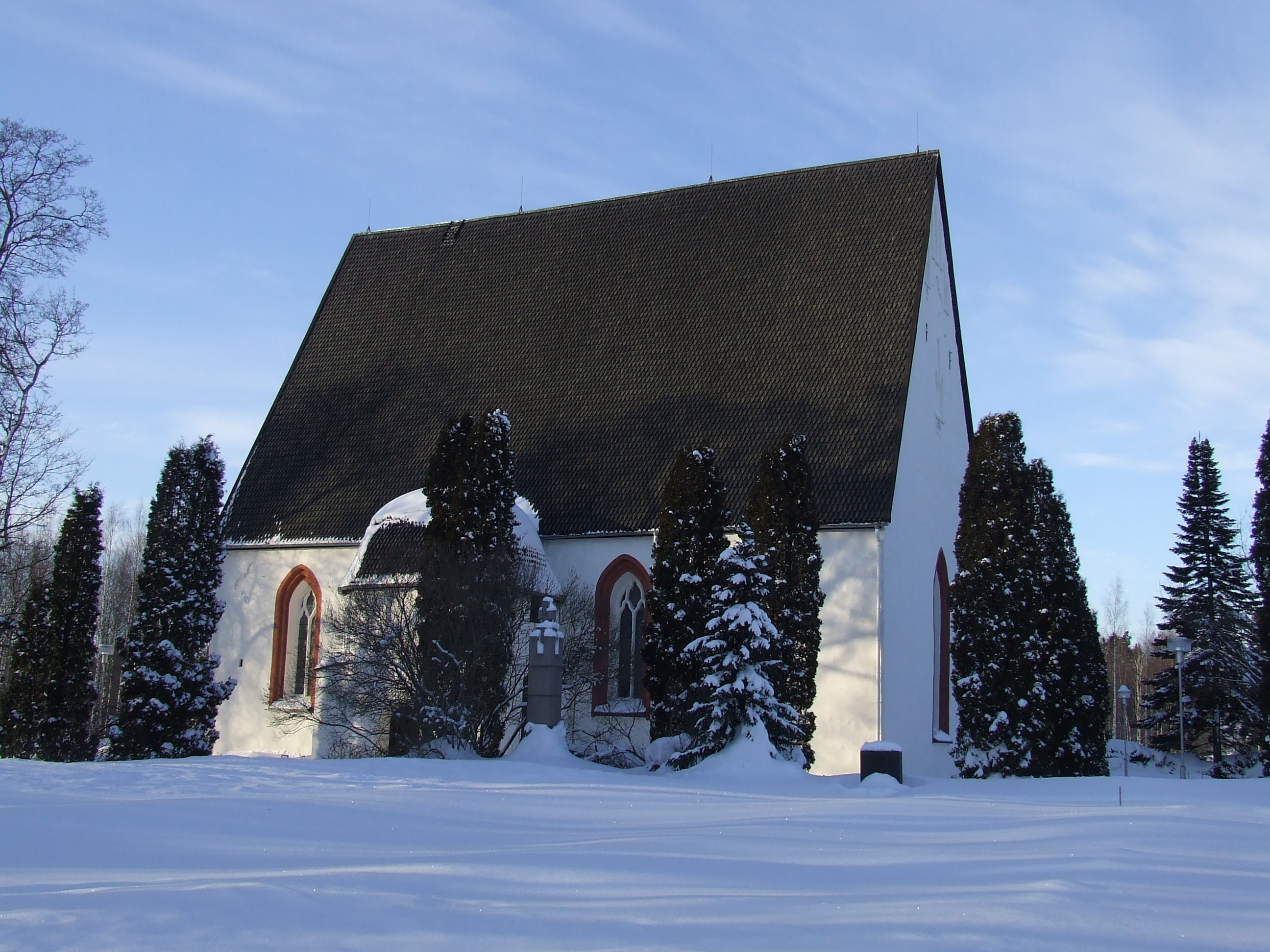
皮赫泰教堂

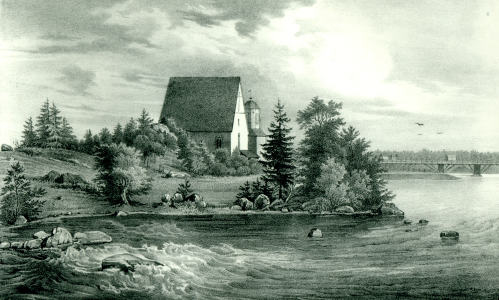
画于19世纪中期的皮赫泰教堂

皮赫泰（芬蘭語：Pyhtää）是芬蘭屈米河谷区的市鎮，位於該國南部，距離首都赫爾辛基118公里，始建於1380年，面積781平方公里，2013年人口5,360，人口密度為每平方公里16.51人。

## 外部連結
- 皮赫泰市镇官方网站 （页面存档备份，存于） （文） （瑞典文） （英文）